# Мигел-Калмон
Мигел-Калмон (порт. Miguel Calmon)  —  муниципалитет в Бразилии, входит в штат Баия. Составная часть мезорегиона Северо-центральная часть штата Баия. Входит в экономико-статистический микрорегион Жакобина. Население составляет 30 910 человек на 2006 год. Занимает площадь 1465,438 км². Плотность населения — 21,1 чел./км².
Праздник города — 6 августа.

## История
Город основан 6 августа 1924 года.

## Статистика
- Валовой внутренний продукт на 2003 год составляет 51 112 521,00 реалов (данные: Бразильский институт географии и статистики).
- Валовой внутренний продукт на душу населения на 2003 год составляет 1706,20 реалов (данные: Бразильский институт географии и статистики).
- Индекс развития человеческого потенциала на 2000 год составляет 0,619 (данные: Программа развития ООН).